# Ana Carolina Ugarte
Ana Carolina Ugarte (sinh ngày 7 tháng 3 năm 1992)  là một người mẫu và chủ nhân cuộc thi sắc đẹp của Venezuela, được bổ nhiệm bởi Osmel Sousa, giám đốc quốc gia của cuộc thi Hoa hậu Venezuela, và đại diện cho Venezuela tại cuộc thi Hoa hậu Thế giới 2017, được tổ chức tại Tam Á (Trung Quốc), vào ngày 18 tháng 11 năm 2017. Ugarte, người đứng 1,80 (5   ft 11 in), thi đấu với tư cách là Hoa hậu Monagas 2013, một trong 26 thí sinh lọt vào vòng chung kết cuộc thi sắc đẹp quốc gia của đất nước cô, cô đã giành được giải thưởng Miss Elegance tại Interactive Beauty Gala, là cuộc thi sơ khảo của Hoa hậu Venezuela 2013.